# Якимів (село)
Яки́мів — село в Україні, у Жовтанецькій сільській громаді, Львівського району, Львівської області. До 2020 року села Вирів, Якимів, Горпин підпорядковувалися Вирівській сільській раді, нині орган місцевого самоврядування — Жовтанецька сільська громада. Населення за переписом 2001 р. становило 299 осіб. 

## Географія
Село Якимів розташоване за 38 км від обласного центру, 38 км від районного центру та 12 км від адміністративного центру сільської громади. За 13 км знаходиться найближча залізнична станція Колодно. На північному сході межує з селом Вирів, на півдні — з селом Дідилів, на заході — з селом Велике Колодно та на сході — з селом Соколів. На південь від села Якимів бере початок річка Горпинка, що витікає з великого ставу. Тече в межах Надбужанської котловини переважно на північ, місцями на північний схід та впадає до Західного Бугу.
Вулиці
В Якимові налічується 6 вулиць.
- Вербова
- Висока
- Героїв УПА (колишня Трудова)
- Городня
- Садова
- Центральна

## Населення
За даними перепису 1880 року у селі мешкало 363 особи, а станом на січень 1939 року — 550 осіб, з них: 530 українців, 10 латинників та 10 юдеїв. За даними всеукраїнського перепису населення 2001 року у селі мешкало 299 осіб.
Мова
Розподіл населення за рідною мовою за даними перепису 2001 року був наступним:
| українська | 299 | 100,00 |

## Історія
Перша літописна згадка про Якимів сягає 1578 року.  
У XIX столітті найбільше земель в Якимові належало римо-католицькій парафії у Вижнянах. Згідно шематизму 1882 року у селі було 5 римокатоликів та 376 греко-католиків. Римо-католицька парафія була в Яричеві, а греко-католицька при місцевій церкві Собору Святого Івана Хрестителя, Буського деканату. Школа у селі відсутня.

### Польська Республіка (1918–1939)
У 1920-1930-х роках село Якимів було окремою сільською гміною. Згідно з адміністративною реформою 1934 року, проведене укрупнення гміни Дзєдзілув у Кам'янко-Струмилівському повіті Тернопільського воєводства шляхом приєднання до неї гміни Якимів.

### Радянський період (1939–1991)

#### Друга світова війна (1939—1945)
24 серпня 1939 року була підписана угода про ненапад між Німеччиною та Радянським Союзом відома, як пакт Молотова — Ріббентропа. Пакт гарантував нейтралітет Радянського Союзу в конфлікті Третього Рейху з Польщею та країнами Заходу, та давав можливість повернення Радянським Союзом втрачених Росією у першій світовій війні територій. Таємним додатковим протоколом визначались сфери взаємних інтересів обох держав у Східній Європі та поділ Польщі між ними при очікуваному у ті дні нападі Німеччини на Польщу.
Німеччина почала виконувати умови цієї угоди, розпочавши польську компанію, себто вже 1 вересня 1939 року напала на Польщу. Цей день і є початком Другої світової війни. Лише за 27 днів німецькі окупаційні війська анексували частину Польщі та вийшли на умовну лінію Керзона. 17 вересня 1939 року передові та диверсійно-штурмові загони Червоної Армії перетнули радянсько-польський кордон на річці Збруч.
Наприкінці вересня 1939 року підрозділи Червоної Армії увійшли до села. З приходом радянської влади у 1939 році в Якимові та навколишніх селах утворили сільські ради.
|                                                         | У нашому селі її прийняли з ентузіазмом, бо в нас, на Галичині, це вважалося возз'єднанням з Великою Україною. Кооперативи перетворили на державні магазини і завезли для нас дуже багато продуктів, яких ми й раніше не бачили, до того ж дешевих. Мій батько, сходивши до магазину, сказав, що радянські, напевно, непогані люди, раз навезли стільки продуктів. Але «ентузіазм» різко пропав, після того як радянські «визволителі» почали проводити репресії проти свідомих українців, підпалювати село, тощо. |
| — згадував Володимир Кук (уродженець села, член СБ ОУН) | |

Якимівці, бійці Червоної армії, які потрапили в німецький полон: Кук Павло, Черній Ілля, Кук Осип, Кук Михайло, Бабич Петро.

#### Діяльність ОУН-УПА на теренах села
В 15 серпня 1944 році, після бою солдатів НКВС із чотою УПА, село вкотре підпалили більшовики. В бою загинуло 5 повстанців з боївки Служби безпеки ОУН. Після бою більшовики провели «чистки», забрали багато чоловіків.
З літописів УПА відомо що 26 квітня 1944р. в селі стала на постій на одну добу сотня УПА «Сіроманці». Наступного ж разу сотня стала на постій в лісі біля Якимова 28 серпня 1944 р. Ліс їм ніяк не підходив для квартирування, але їх застав день, тому вони були змушені затриматися. Не вспіли ще повстанці відпочити після тяжкої дороги як почулися постріли. На ліс з двох сторін наступали більшовики. Оборону було вести важко, тому командир «Яструб» вирішив прорватися за дорогу Львів–Золочів і заквартирувати в іншій локації. На щастя, сотні це вдалося.
4 вересня 1944 року було арештовано й вивезено одну сім'ю.
1 грудня 1944 року більшовики провели облаву на присілок с. Якимова, де зловили одного чоловіка, дві дівчини та вбито двох чоловіків зі спец.відділу. Під час цієї ж облави, більшовики спалили три господарства.
4 грудня 1944 року проведено чергову облаву НКВС, під час облави впіймали двох повстанців та спалили трупарню на цвинтарі. В часі облави один більшовицький лейтенант сказав: «Копайте криївки, бо тепер будуть посилені акції». На кінці сказав, що війна вже скоро завершиться.
4 грудня 1945 року НКВС арештувало двох мешканців — Крук Я. і Макара М.
У 1947 році в селі стояв більшовицький гарнізон, який мав стежити за порядком, оскільки село вважалося націоналістичним і небезпечним для нової влади, бо постійно чинило опір. Окупанти ходили по хатах, збирали людей, проводили агітацію, щоб народ голосував на виборах до сільської ради за комуніста Кузьму Пелехатого. Повстанці закликали народ бойкотувати вибори, нехтувати розпорядженням окупаційної влади. Зв'язкові передавали по селах «летючки», в яких закликали мешканців не підкорятися і не брати участь в виборах. Селяни послухали повстанців, і на вибори ніхто не пішов, хіба одиниці до смерті заляканих людей або прихильники окупантів. Вибори в селі були зірвані. Більшовики взялися провчити непокірних мешканців. По селі пройшли чистки… Під час так званих «чисток», 20 березня 1947 року, було заарештовано зв'язкову УПА Анну Гірну (мали два докази: перший   вона на фотографії серед дівчат, яких повстанці навчали на медсестер, другий — її почерк під «летючкою»). 
Свідомість окремих мешканців села була такою великою, що до боротьби ставали навіть діти. Вони виходили за село і побачивши, що їде більшовицький гарнізон, відразу давали знати мешканцям села і повстанцям. Серед тих дітей була молодша сестра вищезгаданої Анни — Марія Гірна, котру 16 січня 1946 року заарештували.

### За часів незалежності

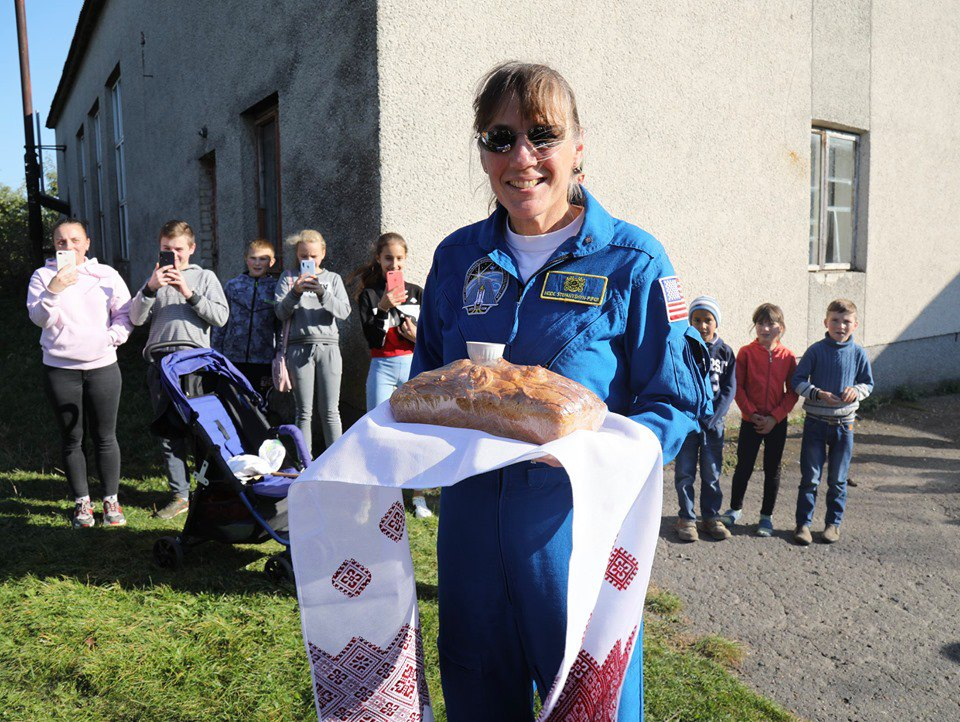
Зустріч Гайдемарі Стефанишин-Пайпер в с. Якимів (13 жовтня 2019 р.)

13 жовтня 2019 року село Якимів відвідала американська астронавтка Гайдемарі Стефанишин-Пайпер. В селі народився її батько Михайло Стефанишин, котрий під час другої світової війни був висланий на примусові роботи до Німеччини. Після закінчення війни він одружився з німкенею, і разом молоде подружжя емігрувало у США. Там у подружжя Стефанишиних народилася дочка Гайдемарі та троє синів, яких вони виховували в українських традиціях. Гайді пишається своїм українським корінням і щиро раділа можливості відвідати Якимів, щоб більше дізнатися про своє минуле. Це була дуже тепла та щира зустріч. Від української землі першій жінці-астронавтці українського походження та восьмій за рахунком покорительці зіркових маршрутів у світі вручили запашний коровай
Нині у селі діють Народний дім та бібліотека.

## Пам'ятки, визначні місця

### Церква Собору Святого Івана Хрестителя
Дерев'яна церква збудована у 1852 році на початку села, на підвищенні, праворуч від дороги (якщо їхати з боку Вирова). До 1939 року її покровителем був римо-католицький парох села Вижняни (нині Золочівський район).
Вона стоїть на невеликій ділянці прямокутної форми, огороджена дерев'яним парканом. Церква тризрубна, компактна, традиційно має піддашшя, присінок при західній стіні бабинця і ризницю, прибудовану з півночі до вівтаря. Крім головного входу, існує додатковий у південній стіні нави. Ліворуч і праворуч від центральних дверей розташовані по два дерев'яні хрести. На одному з них, що ліворуч, можна побачити дату «150». Мабуть, це дата 150-ти ліття від побудови церкви, яку могли святкувати 2002 року. Стіни підопасання фарбований зруб, над ним ― покриті фарбованим гонтом. Наву завершує світловий восьмерик, накритий шоломовою банею з ліхтарем і маківкою. Нині церква перебуває у користуванні релігійної громади УГКЦ парафії Собору Святого Івана Хрестителя села Якимів (парох о. Богдан Стефанишин).
На захід від церкви стоїть маленька засклена каплиця, щедро прикрашена квітами, всередині якої розміщена фігура Пресвятої Богородиці.

## Відомі люди
- Гірна Анна Миколаївна (нар. 1926) ― політв'язень, засуджена МДБ СРСР, проходила ув'язнення в виправно-трудових таборах Кемеровської та Іркутської областей.
- Гірна Марія Миколаївна ― зв'язкова УПА, засуджена МДБ СРСР на 10 років ув'язнення у виправно-трудових таборів в Інті;
- Кук Володимир Михайлович ― член ОУН, працював в Службі безпеки ОУН. У 1948 році брав участь у вбивстві місцевого начальника оперативного відділу НКВС, за що в червні того ж року виїзний військовий трибунал засудив його на 25 років за участь у збройній боротьбі проти радянської влади (ст. 58-1А КК УРСР). На початку 1990-х років організував Луганське обласне відділення Всеукраїнського товариства колишніх політв'язнів і репресованих.
- Стефанишин Михайло ― колишній остарбайтер, батько американської астронавтки Марі-Гайдемарі Стефанишин-Пайпер, у 1940-х роках емігрував до США.